# 2948 Amosov
2948 Amosov (1969 TD2) là một tiểu hành tinh vành đai chính được phát hiện ngày 8 tháng 10 năm 1969 bởi Chernykh, L. ở Nauchnyj.